# サンカヨウ
サンカヨウ（山荷葉、学名：Diphylleia grayi ）は、メギ科サンカヨウ属の多年草。

## 分布と生育環境
本州中部以北から北海道、大山、サハリンに分布し、深山のやや湿った場所に生える。

## 特徴
高さは30～70cm。花期は5～7月。茎の先に直径2cmほどの白色の花を数個つける。大小2枚つく葉はフキのような形をしており、花は小さい葉につき、葉の上に乗っているように見える。大きい葉には花がつかない。花が枯れたあと、濃い青紫色の白い粉を帯びた実をつける。実は食用になり甘い。
雨に濡れると花びらが透明になる。花びらは乾くと白色に戻る。

## 解説画像
|                             |                    |                                   |                        |                            |
| 花と葉 2006年07月・富良野岳 | 実 2006年8月・尾瀬 | 大小2枚の葉と花 2008年6月・帝釈山 | 群落 2011年5月・伊吹山 | 濡れた花 2021年5月・泉ヶ岳 |